# Club zur Vahr
Der Club zur Vahr (CzV) in Bremen ist ein Hockey-, Tennis-, Golfsport- und Schützenverein mit Tontaubenschießen und eigenem Schwimmbad.

## Geschichte
Der Club zur Vahr wurde 1905 gegründet. Anfänglich war er ein Polo-, Golf-, Tennis- und Hockeyclub. Später kamen Leichtathletik, Tontaubenschießen und kurzzeitig auch Rugby und Cricket hinzu. Nach Kriegsende 1945 wurde der Club von den Alliierten beschlagnahmt und erst 1952 wieder zum Spielbetrieb zugelassen. Seitdem wird im Club Hockey, Tennis, Golf und Tontaubenschießen angeboten.
1925 stellte der Club zur Vahr den Hansajugend Preis, der vom Deutschen Golf Verband (DGV) übernommen und bis heute ausgespielt wird.

## Hockey
Die Damenmannschaft spielte insgesamt 13 Jahre lang in der Nordgruppe der Hallenhockey-Bundesliga: Von 1986 bis 1996, 1999 bis 2001 und zuletzt in der Saison 2003/04. Als beste Platzierung sprang dabei ein dritter Tabellenrang in der Spielzeit 1990/91 heraus, der jedoch nicht zur Teilnahme an der Endrunde um die deutsche Meisterschaft berechtigte. Im März 2009 wurden die Knaben A (U14) erstmals deutscher Meister im Hallenhockey. Diesen Erfolg konnte die nun zwei Jahre ältere Mannschaft im Februar 2011 als Jugend B (U16) wiederholen.
In der Saison 2019/20 spielen alle erste Mannschaften des Club zur Vahr, sowohl die Damen als auch die Herren, auf dem Feld und in der Halle in der Regionalliga Nord.

## Tennis
Die Tennis-Abteilung des Club zur Vahr hat zwölf Sandplätze im Freiland, von denen drei im Winter überdacht werden.

## Persönlichkeiten
- Ronald Krüger, Weitspringer, Deutscher Meister 1955
- Diether Meier-Kulenkampff (1955–2013), langjährigen Vorsitzenden der Hockeyabteilung
- David Müller (* 1979), Geschäftsführer des Clubs
- A. K. Weyhausen, Gründer Golfplatz Garlstedter Heide